# LIMNO
株式会社LIMNO（リムノ、英: LIMNO Co., Ltd.）は、鳥取県鳥取市に本社を置く電機メーカー。 2015年3月まではパナソニックグループであった。
2023年度の通期におけるタブレット端末国内出荷台数は53万台で、アップル・NECレノボ・マイクロソフトに次ぐ4位である。企画・開発・製造の国内一貫体制により、教育向けなどの特定用途向けでは寡占的なシェアを持つ、日本国内最大のタブレット製造企業である。

## 概要
自社ブランドではなく相手先企業ブランドの製品（OEM）として、オーブンレンジ、自動販売機向けPOS端末、カラオケやファミレスなどと言った特定用途向けタブレット端末などを製造している。2023年現在、主なOEM先としては、JOYSOUNDのカラオケリモコンや、ハーマンのガスオーブンなどが挙げられる。特に2013年よりベネッセにOEM供給している教育用タブレット端末「チャレンジパッド」は2023年に累計出荷台数が500万台を突破するなど、日本の小学生に圧倒的なシェアを有する。2023年現在、日本の教育用タブレットの市場シェア85%の最大手である。
企画・開発から生産まで全て国内で完結する垂直統合型ビジネスモデルが強みである。
『ゲゲゲの鬼太郎』の作者である漫画家の水木しげるが入隊した歩兵第40連隊兵営跡に立地している。現・事務所として使われている旧・将校集会所などいくつかの建物が構内に現存する。
なお、かつて岩美町にあり、2010年（平成22年）1月にFDKに売却され、FDK鳥取となったのち2016年（平成28年）10月にFDKに吸収合併された「三洋エナジー鳥取」は、電池事業を手掛けていた三洋電機モバイルエナジーカンパニーの関連会社であり、直接関係はない。

## 略歴
1966年（昭和41年）に三洋電機グループの1つとして鳥取三洋電機株式会社（とっとりさんようでんき、Tottori SANYO Electric Co., Ltd.）を設立。通称「鳥三（とりさん）」として、2009年時点で鳥取県の製造品出荷額の約2割、従業員雇用では約1割を担い、鳥取県の産業界をリードしてきた。1991年には鳥取三洋の子会社として、ガス機器を生産する株式会社テガ（後のテガ三洋）が発足している。
鳥取三洋時代は、情報通信関連機器、電化製品の製造・販売を中核事業としていた。カーナビ「GORILLA」（1995年発売）、圧力IHジャー炊飯器「おどり炊き」（2002年発売）、ホームベーカリー「ゴパン」（2010年発売）などと言った歴史的ヒット商品を開発・製造し、三洋電機のコンシューマ向け製品で中核的な役割を担った。ピーク時の売上高は2000億円を超えた。
2000年代には三洋電機本体とは別に携帯電話を開発・製造していた。INFOBAR（2003年発売）などが名機として知られる。2008年に三洋電機は携帯電話端末事業を京セラに売却。三洋電機本体における携帯電話の生産拠点であった住道工場（大東市）の一部、および携帯電話の開発チームは京セラに売却したが、鳥取三洋および鳥取三洋の携帯電話開発チームは三洋電機グループ内に残した。
2008年（平成20年）4月1日にフォトニクス事業を三洋電機に移管、一方で三洋電機の白物家電事業・車載機器事業および営業・販売部門の移管を受け、三洋電機コンシューマエレクトロニクス株式会社に商号変更した。
2011年、三洋電機グループはパナソニックに買収され、グループ再編の後、多くの部門はパナソニックに吸収されて解体された。鳥取三洋も2012年（平成24年）4月1日付で三洋電機に簡易吸収合併されCEビジネスユニットとなったが、2013年（平成25年）1月1日に同ビジネスユニットが再分割され、三洋電機の関連会社となっていたテガ三洋工業株式会社に承継。承継を受けたテガ三洋工業株式会社は、三洋テクノソリューションズ鳥取株式会社（テクノ鳥取）に商号変更した。
2015年、テクノ鳥取は「ジェイ・ウィル・パートナーズ」に譲渡され、パナソニックグループから分離した。テクノ鳥取は、当時パナソニック傘下として解体が進められていた三洋電機が直轄する最後の事業であり、2015年のテクノ鳥取の売却をもって三洋電機グループは事実上消滅した。
旧三洋グループの組織は、パナソニックによる買収に伴い解体された部署も多い中、鳥取三洋は組織の形を保ったままパナソニックから分離独立できた。とは言え、三洋電機グループ時代には一般消費者向け製品として主力製品の一つだった「おどり炊き」が、パナソニックキッチン空間事業部（兵庫県神戸市）で生産されパナソニックブランド製品として販売されるようになるなど、三洋電機時代の全ての旧ブランドをパナソニックに奪われたテクノ鳥取は、相手先企業向けのOEM製品の製造を行うことで生き残りを図った。
2023年（令和5年）1月1日、もはや三洋電機とは無関係の企業であることから、設立10周年を機に、限界を打ち破る「NO LIMIT」という意味を込めて株式会社LIMNOに商号変更した。

## 沿革

### LIMNO（旧：テガ三洋工業）
- 1968年4月 - 鳥取三洋電機株式会社の設立に伴い、旧豊実小学校校舎を買収して鳥取夏原工業株式会社を設立。ガスコック及びガスバルブの生産から始める[7][8]。
- 1978年2月1日 - トヨミ工業株式会社に商号変更[7][8]。
- 1991年6月 - 鳥取三洋電機株式会社の子会社として新発足し、ガス機器を生産する株式会社テガ（TEGA、Tottori Electric & Gas Appliance）を設立[7]。
- 1992年 - 鳥取市南吉方に吉方工場を竣工[7]。
- 1995年12月 - 鳥取三洋電機株式会社よりガス機器事業を全面移管[7]。
- 1996年4月 - 株式会社テガからテガ三洋工業株式会社へ商号変更[7]。
- 2001年4月 - 鳥取三洋電機株式会社よりホットカーペット、蒸気滅菌器、温水洗浄便座、家電基板事業を全面移管。
- 2002年12月 - 三洋ホームアプライアンス鳥取株式会社の傘下に入る。
- 2004年9月1日 - 再び鳥取三洋電機株式会社の関連会社となる。
- 2008年4月1日 - 三洋電機コンシューマエレクトロニクス株式会社の関連会社となる。
- 2012年4月1日 - 三洋電機の関連会社となる。
- 2013年1月1日 - 三洋電機から再分割されたCEビジネスユニット（旧：鳥取三洋電機株式会社）を承継。三洋テクノソリューションズ鳥取株式会社に商号変更。
- 2015年3月31日 - 三洋電機が全株式を株式会社ジェイ・ウィル・パートナーズ傘下のファンドが出資する特別目的会社「合同会社ジェイ・アイ・エー」に譲渡。パナソニックグループから外れる[9]。
- 2016年4月1日 - 株式会社ジェイ・ウィル・パートナーズ傘下のファンドが出資する特別目的会社「合同会社ジェイ・アイ・エー」が全株式をジーニアアンドアーレイ鳥取株式会社に譲渡。
- 2023年1月1日 - 株式会社LIMNO（リムノ）へ商号変更[10]。

### 三洋電機コンシューマエレクトロニクス（旧：鳥取三洋電機）
- 1966年7月2日 - 三洋電機株式会社の製造工場として、鳥取高等農業学校跡地[11]に鳥取三洋電機株式会社を設立。三洋電機株式会社より音響機器、電熱機器、ガス機器部門を継承。
- 1971年6月1日 - 株式の額面金額変更のため、1947年6月4日設立の中央電業株式会社（1970年12月10日に鳥取三洋電機株式会社へ商号変更）を形式上の存続会社とし合併。
- 2002年12月 - 情報通信機器事業を三洋マルチメディア鳥取株式会社へ、家電事業を三洋ホームアプライアンス鳥取株式会社へ譲渡。
- 2004年9月1日 - 液晶事業を譲渡し、三洋マルチメディア鳥取株式会社と三洋ホームアプライアンス鳥取株式会社を吸収合併。
- 2004年10月1日 - 三洋電機とセイコーエプソンの出資により三洋エプソンイメージングデバイス（後のエプソンイメージングデバイス株式会社、現在の株式会社ジャパンディスプレイ鳥取工場）が設立され、液晶部門を譲渡[注釈 1]。
- 2008年4月1日 - 三洋電機グループの組織再編により、フォトニクス事業を三洋電機に移管。三洋電機の白物家電事業[注釈 2]・車載機器事業および営業・販売部門が移管され、三洋電機コンシューマエレクトロニクス株式会社に商号変更[12]。
- 2011年3月10日 - 三洋電機が簡易株式交換により完全子会社化[13]。
- 2012年4月1日 - 三洋電機に簡易吸収合併され、同社のCEビジネスユニットとなる[5]。

## 過去の主要開発商品
- カーナビゲーション
  - GORILLA - ポータブルタイプ
    - 「デカゴリラ」、「ミニゴリラ」
    - ポータブルナビゲーションでは業界トップシェアを誇っている。

  - MMNAVI・AV GORILLA - 2DIN・AV一体型タイプ
  - 自動車メーカー純正型カーナビゲーション

- カーオーディオ
  - Excedio

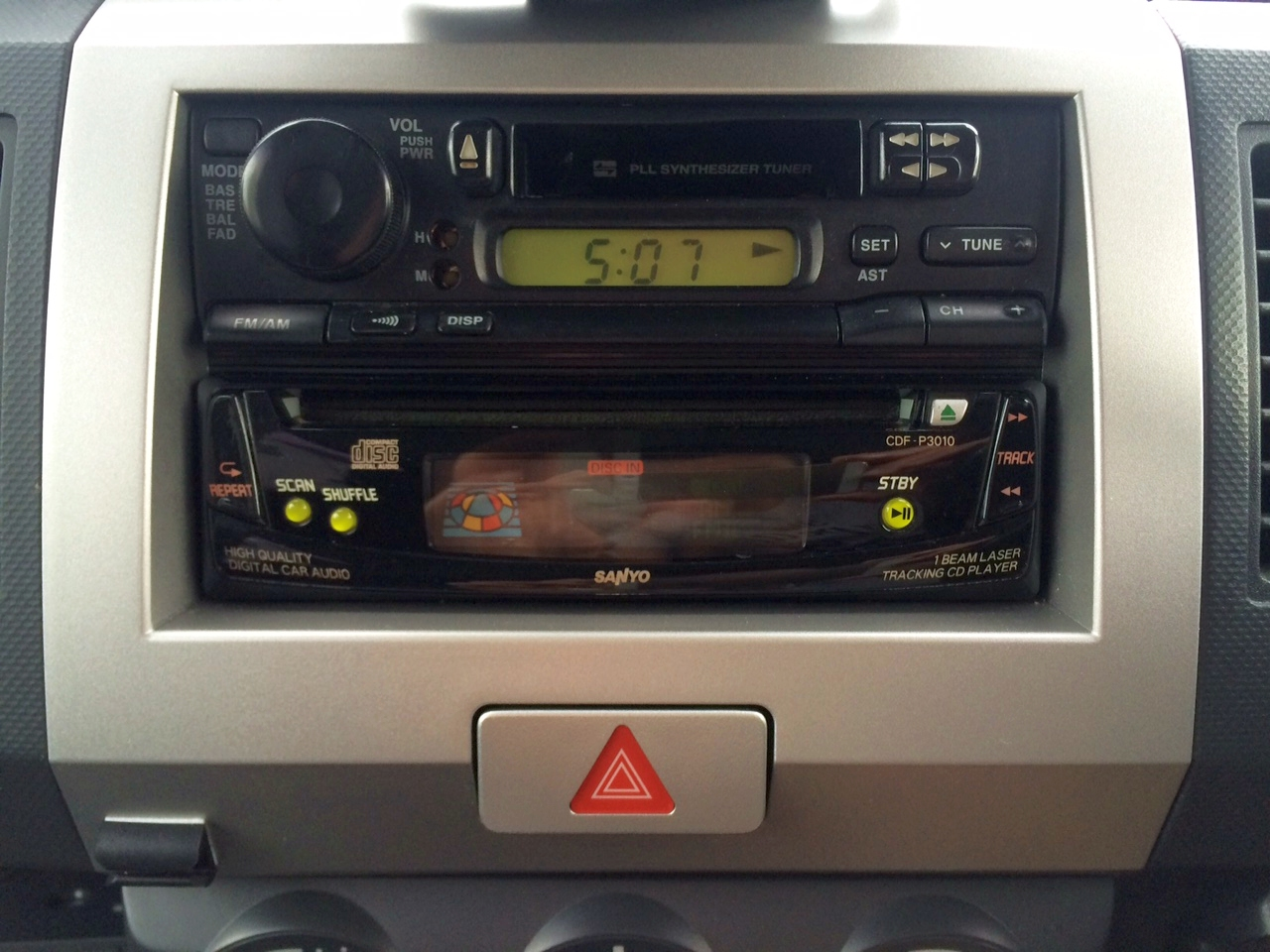
アドオン式CDプレーヤー(CDF-P3010) 三洋電機製、スズキ純正AM/FMカセットステレオ

    - 現在ではいわゆる社外品カーオーディオは発売されていないが、以前はFMトランスミッターの後付けオーディオにも力を入れており、CDチェンジャーのみならず1DINのCDやMDでFM飛ばし専用という特異なプレーヤーを生産したこともあった。

  - 自動車メーカー、および農業機械メーカー向け[14]純正型カーオーディオ
    - 自動車メーカーではカーラジオを含めスズキ（OEM供給先の日産自動車、マツダを含む）、農業機械メーカーではヤンマーが多かった。スズキ純正オーディオに三洋製が多いイメージがあるがかつてはトヨタ自動車（昭和50年代の車種で後付けカセットプレーヤー）、富士重工業スバル・R-2などの一部の車種に搭載されたこともあった。特にマツダ車に供給するために、1990年にフォードおよびマツダと「FMSオーディオ」という国際合弁会社も設立している。社外品カーオーディオの生産中止以降は純正オーディオ本体に関してはスズキへの供給は三菱電機やクラリオンへ、ヤンマーへの供給はクラリオンへとそれぞれ交代している。スズキ車のスピーカーレス車にディーラーオプションで搭載するコーン紙製フルレンジスピーカーやキャリイのドア内張りに穴を開けてそのまま取り付けるタイプのスピーカーは以前は三洋電機であったが現在ではパナソニックを冠している。一時期、Excedioブランドを名乗らず、カーナビのGORILLAを冠したこともあった。

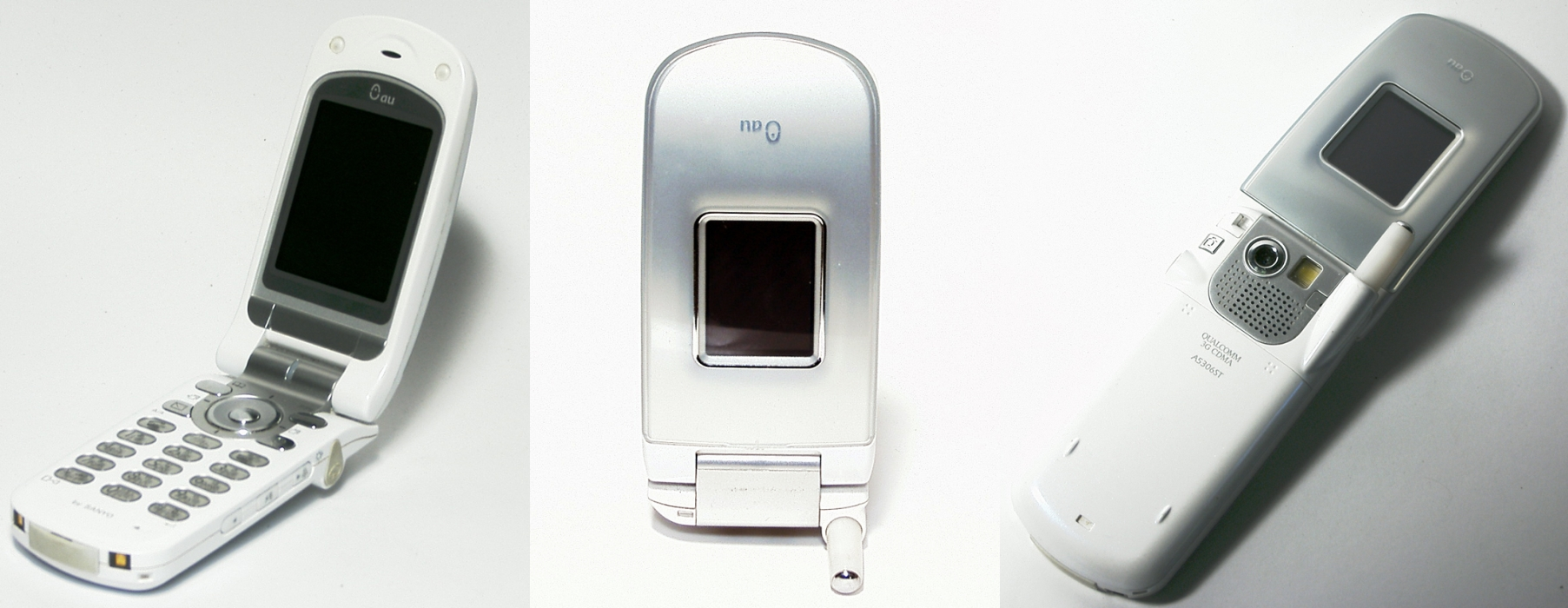
型番の末尾がSTのau向け携帯端末・A5306ST （2003年）

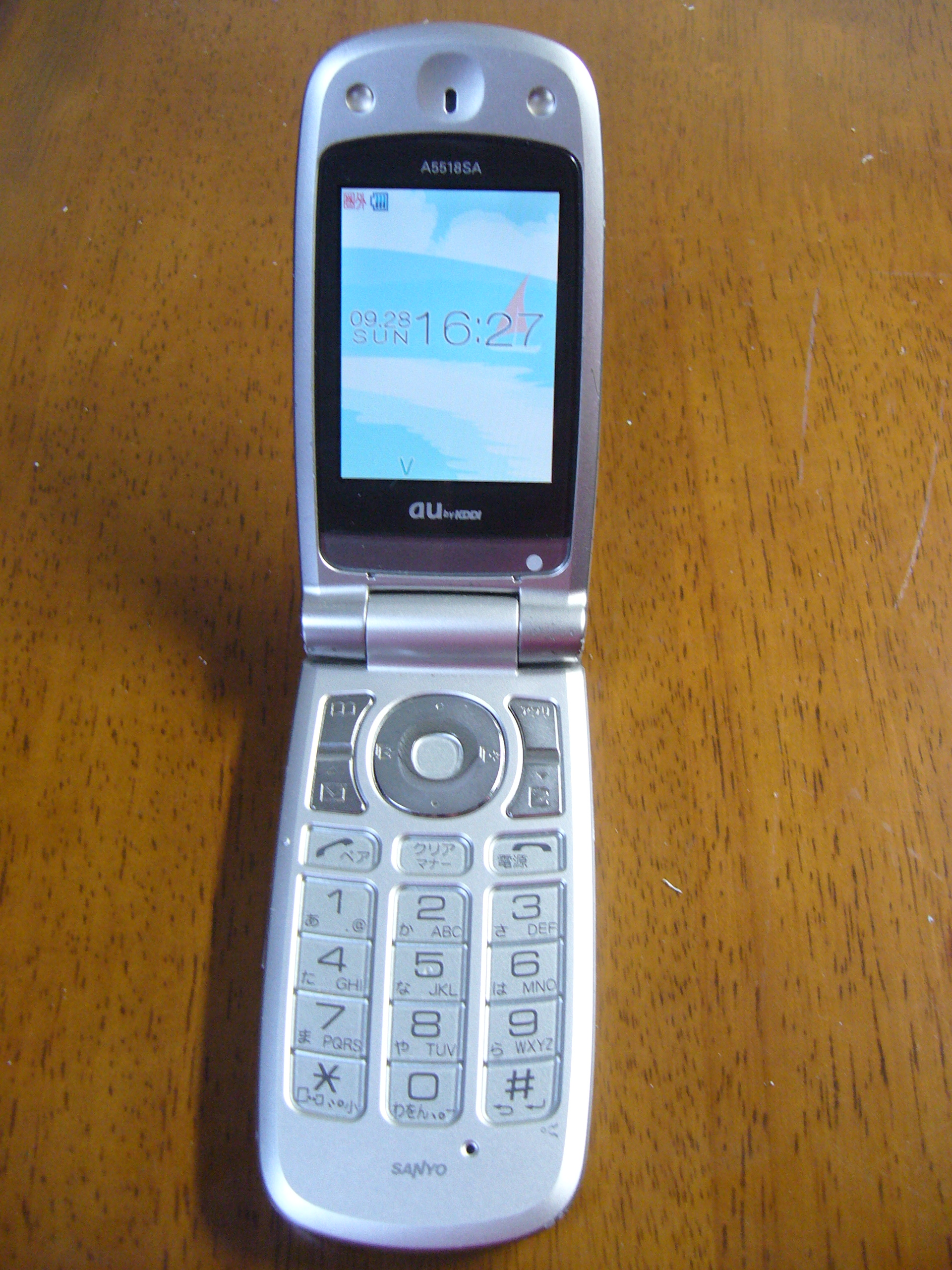
型番の末尾がSAのau向け携帯端末・A5518SA （2006年）

- 携帯電話
三洋電機の携帯電話事業が京セラに買収された事に伴い、鳥取三洋電機の携帯電話の生産はW62SAを最後に2008年6月で終了した。
鳥取三洋電機製端末の保守サポートは京セラに移管されないまま三洋電機コンシューマエレクトロニクスが継続。開発人員はカーナビ事業などに再配置される。
  - au（KDDI／沖縄セルラー電話）「cdmaOne、CDMA 1x、CDMA 1x WIN、グローバルパスポート」対応機 メーカー記号「ST→SA」
  - au design project「INFOBAR」「talby」「INFOBAR2」、ジュニアケータイ
1999年発売のC106STからA5307ST（INFOBAR）までは、三洋電機で製造されているものと区別するため、型番の末尾の記号を「ST」としていた。後に「SA」へ統一されたが、型番とは別の製造記号は「ST」から変わることはなかった。
2006年までは三洋電機ではCDMA 1X WIN端末、鳥取三洋電機ではCDMA 1X端末という棲み分けがなされていたが、2006年秋冬モデルとして鳥取三洋電機製のWIN端末「W42SA」が開発された。
また、三洋電機が開発したソフトウェアは日本語入力システムにAdvanced Wnn V2が採用されているのに対して、鳥取三洋電機は+ATOKである。例外として、A5522SAは三洋電機製だがソフトウェアは鳥取三洋電機ベースのため、ATOKが採用されている。またW53SA以降は逆に、鳥取三洋電機製でソフトウェアが三洋電機ベースのため、Advanced Wnn αが採用されている。
- PHS電話機
- 固定電話機
  - VoIP電話機
業界のデファクトスタンダード的な製品となっている。
  - 骨伝導電話機
高齢者や難聴者でも聞き取りやすい骨伝導方式を一般家庭用に最初に導入した。OEM供給もしている。
  - コードレス電話
ハンズフリー通話（テブラ機能と呼ぶ）に強い。
  - ファクシミリ
インクリボン式普通紙FAXにおいて、無印刷部のロールをストップしインクリボンが節約できる機能を持つ唯一の機種。
- 厨房機器
  - 都市ガス事業者向けへOEMによるオーブン等を供給。
  - 圧力IHジャー炊飯器「おどり炊き」

元祖IHで、通販生活向けOEM商品は、同誌にて売り上げNo.1を記録したこともある。一般の認知度は低いが、圧力IHは特許を取得しており、通信販売愛好家や料理業界関係者の間ではロングセラーとなっている。パナソニックへ移管。
通販生活2007年版「ピカイチ事典 一家に1冊、買い物バイブル」において表紙、及び特集を掲載。サイトのサンプルとしても紹介。
- 掃除機 - airsis（空間清浄サイクロン）、JetTurn（排気循環方式）、マラソンサイクロン
- デジタルフォトフレーム
  - ALBO
無線LANを搭載し、Picasaのデータをダウンロードしたり、電子メール等の表示が行える。
- ハロゲンヒーターストーブ「光速ハロゲン」
- アルカリイオン整水器「アルカリ生活」 - 本体は鳥取三洋電機時代に販売終了。（カートリッジのみ販売継続）
- BMB通信カラオケ「neon」「BEATneon」
- 歯科用茹で上げ重合器
- タブレット
  - チャレンジパッド
  - チャレンジパッド2
  - チャレンジパッド3
  - チャレンジパッドneo

## 関連会社 (三洋電機コンシューマエレクトロニクス)
- テガ三洋工業株式会社
#三洋テクノソリューションズ鳥取（旧：テガ三洋工業）にて前述
- 千代三洋工業株式会社
1992年12月に第三セクター方式により設立（株主：鳥取三洋電機・鳥取県・鳥取市）。
その後、2015年4月にパナソニックの子会社となり、2018年4月に「パナソニック アソシエイツ鳥取株式会社」へ社名変更[15]。
- 鳥三ビジネスサービス株式会社
2010年に清算。
- 大山電機株式会社（鳥取県大山町）
1968年8月10日に鳥取三洋電機の協力会社として設立。
その後、2012年7月に解散[16]。工場跡地は菅公学生服の米子工場グループ大山工場となった[17]。
- 蘇州三洋機電有限公司
- 鳥取三洋電機(香港)有限公司
- 鳥取三洋電機(広州)有限公司
1995年12月19日に「広州迪生鳥取三洋電機有限公司」として設立し、2007年2月に「鳥取三洋電機(広州)有限公司」へ社名変更。
その後、2012年7月1日に売却され「加達利汽車電子(広州)有限公司」（カトーレック広州工場）となった[18][19]。
- 鳥取三洋電機(深圳)有限公司
2007年3月31日に清算。
- 鳥取三洋電機(フィリピン)株式会社
2009年7月に清算[20]。